# Скерлетешть (Бреїла)
Скерлетешть, Скерлетешті (рум. Scărlătești) — село у повіті Бреїла в Румунії. Входить до складу комуни Чирешу.
Село розташоване на відстані 117 км на північний схід від Бухареста, 56 км на південний захід від Бреїли, 130 км на північний захід від Констанци, 72 км на південний захід від Галаца.

## Населення
За даними перепису населення 2002 року у селі проживали 965 осіб, усі — румуни. Усі жителі села рідною мовою назвали румунську.